# Cyclosternum garbei
Cyclosternum garbei là một loài nhện trong họ Theraphosidae.
Loài này thuộc chi Cyclosternum. Cyclosternum garbei được Cândido Firmino de Mello-Leitão miêu tả năm 1923.